# Jean-Yves Leloup
Jean-Yves Leloup (* 3. April 1968 in Paris) ist ein französischer Klangkünstler, DJ und Journalist.

## Leben und Werk
Jean-Yves Leloup gründete 1992 mit Eric Pajot RadioMentale. Er ist der Autor von Les Basiques: la musique électronique (Olats.org), einer kostenlosen Onlineplattform über die Geschichte der elektronischen Musik. Leloup arbeitete zusammen mit Jean-Philippe Renoult. Im Rahmen der Veranstaltungsreihe Radio Days|De Appel in Amsterdam präsentierten sie I could never make that Music Again und gewannen damit den Qwartz Electronic Music Award 2008.